# Metamonada
Metamonada (metamonády či prabičíkovci) je kmen ve skupině Excavata. Zástupci tohoto kmene jsou prvoci, kteří mají jednoduchý typ jádra a sudý počet bičíků. Jejich cytostom (buněčná ústa) je lemovaný fibrilami. Prabičíkovci nemají mitochondrie ani Golgiho komplex. Šíří se pomocí cyst. Jsou to volně žijící komenzálové a parazité.
Nejedná se o obecně užívaný taxon, přestože fylogenetické analýzy naznačují, že by se mohlo jednat o přirozenou skupinu exkavát postrádajících mitochondrie, sesterskou k Discoba. Některé systémy štěpí metamonády do více samostatných linií. A dokonce i v rámci studií, jež metamonády uvádí jako taxon, existují různá pojetí. Podle jednoho se člení například takto: (podobně také )
- Trichozoa
  - Parabasalia
  - Eopharyngia
    - Trepomonadea (vč. diplomonád)
    - Retortamonadea

  - Carpediemonas
- Anaeromonadida
  - Oxymonadida
  - Trimastix